# China Taipéi en los Juegos Olímpicos de Sarajevo 1984
China Taipéi (Taiwán) estuvo representada en los Juegos Olímpicos de Sarajevo 1984 por doce deportistas, diez hombres y dos mujeres, que compitieron en cinco deportes.
El equipo olímpico no obtuvo ninguna medalla en estos Juegos.